# Hải Bảo Tự (Thành phố Kyōto)
HẢI BẢO TỰ (tiếng Nhật: かいほうじ) vị trí tại thành phố Kyoto khu Fushimi Momoyamacho là tự viện chính thống của Hoàng Bá tông.
Thời Kyoho (năm 1716 – năm 1736) từ Vạn Phước Tự của thế kỷ 12 do Moto Akira (tiếng Nhật: こうどうげんちょう) sáng lập, Vạn Phước Tự vào thế kỷ 13 là nơi ẩn cư của Ngài Mộc Am Tịnh Ấn (tiếng Nhật: じくあんじょういん). Cũng có truyền thuyết cho rằng tên gọi ban đầu là Khai Pháp Tự là tự viện của Thiên Đài Tông, do Ngài Mộc Am Tịnh Ấn sửa đổi Tông phái mà danh xưng thành Hải Bảo Tự.
Đền thờ tọa lạc tại Momoyamacho thuộc Tiên Đài phiên (lảnh địa Tiên Đài) mà phiên Tổ (lảnh Chúa) Date Masamune từng cư trú với tên gọi Thành Fushimi (lâu đài Fushimi), tên gọi do đó mà có. Bên trong phố Fushimi Tiên Đài Thị có trưng bày những bảng thuyết minh mô tả những di tích của dòng họ Y Đạt (tiếng Nhật: Date).
Người sáng lập Daimaru Shimomura Yoshinao giao Shimomura Masaki tiếp quản quy y Mộc Am, đồng thời với danh nghĩa cá nhân cúng dường, liên tục hỗ trợ giúp đỡ Ngài Mộc Am.

## Ranh giới bên trong
- Phật điện – Bảo Lịch (Horeki) năm thứ 14 (năm 1764) kiến lập.
- Phòng trụ trì – Bảo Lịch năm thứ 14 (năm 1764) kiến lập, bên trong đã từng có bức bích họa ″Quần Kê Đồ″ do Ngài Jakuchū Itō (tiếng Nhật: いとう じゃくちゅ) chế tác lúc về già, nhưng hiện nay do Viện Bảo Tàng quốc gia Kyoto cất giữ, căn phòng có bức bích họa được gọi là ″Nhược Xung huy hào chi phòng″ (căn phòng nơi Ngài Naka Ito múa bút).
- Từ đường – Những kiến trúc về bài vị dùng thờ phụng những nhân sĩ có liên quan đến cửa hàng Daimaru.
- Thủ thủy bát – truyền thuyết cho rằng đây là di vật yêu thích nhất của Phong Thần Tú Cát (Kenzi Hide Yoshi).
- Mộc điếu (mõ hình điếu) (tiếng Nhật:モッコク) – vị trí được đặt đằng trước Phật điện, truyền thuyết nói rằng gỗ dùng làm mõ là lấy từ cây do Y Đạt Chính Tông trồng (cây khoảng 400 năm).

Tự viện này nức tiếng về Trà Đạo (văn hóa về ẩm thực Trung Quốc), tại sơn môn có treo tấm biển ghi ″Phổ Trà Đại Bản Sơn Khai Tổ Đạo Tràng″.

## Phương thức giao thông
- Tuyến Keihin-Honmachi trạm Sumizome đi bộ khoảng 9 phút.